# Jana Zwyrtek Hamplová
Jana Zwyrtek Hamplová, dříve jen Jana Hamplová, (* 18. května 1965) je česká senátorka, advokátka, aktivistka a bývalá novinářka. V letech 2005 až 2006 působila jako poslankyně Poslanecké sněmovny PČR, v letech 1998 až 2014 jako zastupitelka města Mohelnice (z toho v letech 2013 až 2014 jako starostka města). Je bývalou členkou České strany sociálně demokratické (ČSSD) a bývalou členkou hnutí Nezávislí (NEZ). Od roku 2022 působí jako senátorka za obvod č. 76 – Kroměříž. Jejím třetím manželem byl až do své smrti v roce 2017 politik František Zwyrtek. Její jméno je opakovaně spojováno se šířením různých dezinformací.

## Život
Vystudovala gymnázium v Zábřehu, pak Střední školu sociálně právní v České Třebové a Právnickou fakultu Univerzity Karlovy v Praze. Pracovala pak v letech 1987–1990 na Městském národním výboru v Mohelnici na sociálním odboru jako referentka. V roce 1991 působila coby tajemnice tamtéž (nyní městský úřad). Od roku 1992 působí v soukromém sektoru (v letech 1992–1995 jako poradce a novinářka a od roku 1995 v advokacii, přičemž od roku 1999 ve vlastní advokátní kanceláři v Mohelnici). Specializuje se na veřejné právo, tematiku samosprávy a státní správy. V letech 2002–2003 vyučovala předmět územní samospráva na Filozofické fakultě Univerzity Palackého v Olomouci. Roku 2010 založila Středisko pro vzdělávání samosprávy při soukromé vysoké škole a téhož roku spustila i projekt MUNICIPAL orientovaný na vzdělávání v oblasti veřejné správy.

## Advokátka
Vyhrála ocenění Právník roku 2019 v soutěžní kategorii „Správní právo“. Od roku 2022 působila jako právní zástupkyně Petra Druláka ve sporu s jeho zaměstnavatelem Ústavem mezinárodních vztahů ohledně svobody názorů na pracovišti.

## Politické působení
Ve volbách v roce 2002 kandidovala do Poslanecké sněmovny PČR za Českou stranu sociálně demokratickou (volební obvod Olomoucký kraj). Nebyla ale zvolena. Do Poslanecké sněmovny se ovšem dostala dodatečně v červenci 2005 jako náhradnice poté, co zemřel poslanec Pavel Dostál. Členkou ČSSD byla v letech 1996–2004, takže v době nástupu do parlamentu již nebyla členkou strany, za niž původně kandidovala. Zasedala nicméně v Poslaneckém klubu ČSSD. Byla členkou ústavněprávního výboru. V Poslanecké sněmovně setrvala do voleb v roce 2006.
Dlouhodobě byla aktivní v místní politice. V komunálních volbách roku 1998, komunálních volbách roku 2002, komunálních volbách roku 2006 a komunálních volbách roku 2010 byla zvolena do zastupitelstva města Mohelnice. V roce 1998 a 2002 jako kandidátka ČSSD, roku 2006 coby bezpartijní (na kandidátce hnutí Nezávislí, ve zkratce NEZ) a k roku 2010 za hnutí Nezávislí (členkou od roku 2006), kdy byla lídryní kandidátky. V těchto volbách sice hnutí Nezávislí zvítězilo, ale skončilo v opozici. Starostou se stal Aleš Miketa (Věci veřejné), který ale po neshodách v koalici v srpnu 2012 rezignoval a nahradil ho stávající místostarosta Antonín Navrátil (TOP 09). V dubnu 2013 iniciovali Nezávislí již druhé hlasování o nedůvěře vedení, které skončilo úspěšně. Novou starostkou byla zvolena Jana Zwyrtek Hamplová, dlouholetá kritička vedení radnice. Tento post zastávala až do své rezignace v dubnu 2014. Také ve volbách v roce 2014 obhájila post zastupitelky města Mohelnice jako členka a lídryně kandidátky hnutí Nezávislí. Na ustavujícím zasedání v listopadu 2014 odmítla složit slib zastupitelky, proto ji nahradila její stranická kolegyně Dagmar Tkáčová. Ve volbách v roce 2018 již nekandidovala.
Ve volbách do Senátu PČR v roce 2008 neúspěšně kandidovala za hnutí NEZ v obvodu č. 66 – Olomouc. Získala 7,68 % hlasů a nepostoupila do 2. kola.
K roku 2018 uváděla, že není členkou hnutí Nezávislí.
Ve volbách do Senátu PČR v roce 2022 kandidovala jako nestranička za hnutí NEZ v obvodu č. 76 – Kroměříž. V prvním kole skončila druhá s podílem hlasů 18,87 %, a postoupila tak do druhého kola, v němž se utkala s kandidátkou hnutí ANO Lucií Pluhařovou. Ve druhém kole vyhrála poměrem hlasů 50,65 % : 49,34 %, a stala se tak senátorkou.
Po prvním kole prezidentských voleb 2023 uvedla, že svým hlasem ve druhém kole podpoří bývalého premiéra Andreje Babiše.
V říjnu 2024 zažádala o vstup do Senátorského klubu ANO a SOCDEM, ale byla odmítnuta.

## Kontroverze
V letech 2020–2022 se opakovaně vyjadřovala k opatřením během pandemie covidu-19. Za svá prohlášení si vysloužila kritiku, mimo jiné, od serveru Manipulátoři.cz. Redakce blogu Aktuálně.cz s ní kvůli tomu ukončila spolupráci.
Po svém zvolení do Senátu vojenskou podporu Ukrajiny vidí jako úmyslné prodlužování války vládami členských států EU a relativizuje status Ukrajiny jako napadeného suverénního státu, když poukazuje na údajně nejasné pozadí před vznikem konfliktu na Ukrajině v roce 2014 a 2022.
V prosinci 2022 šířila dezinformace o tom, že ČEZ na jihu Moravy odpojuje elektroměry lidem, kteří nezvládají platit zvýšené zálohy za energie. V únoru 2023 šířila dezinformace, že za rozšířením tuberkulózy v Česku stojí výcvik ukrajinských vojáků ve vojenském újezdě Libavé, za tento výrok se následně omluvila. V březnu 2023 podala trestní oznámení na satirický web Paralelní listy, který vtipkoval na její účet. Týž měsíc vyvolal reakce její návrh na zřízení samostatných tříd pro romské děti tak, aby byly odděleny od dětí jiného etnika. Dle jejích slov by byly takové třídy pro děti přínosné, protože by se tak „neubližovalo dětem, které nejsou zvyklé na jiné etnikum“. 30. října 2023 šířila na Facebooku dezinformaci o tom, že vakcíny proti covidu zabily víc lidí než covid. 

## Ocenění
- Právník roku 2019 v kategorii správní právo[37]